# Jablonec nad Jizerou
Jablonec nad Jizerou (en allemand : Jablonetz an der Iser) est une ville du district de Semily, dans la région de Liberec, en Tchéquie. Sa population s'élevait à 1 609 habitants en 2025.

## Géographie
Jablonec nad Jizerou est arrosée par la Jizera et se trouve à 14 km au nord-est de Semily, à 28 km à l'est-sud-est de Liberec et à 100 km au nord-est de Prague.

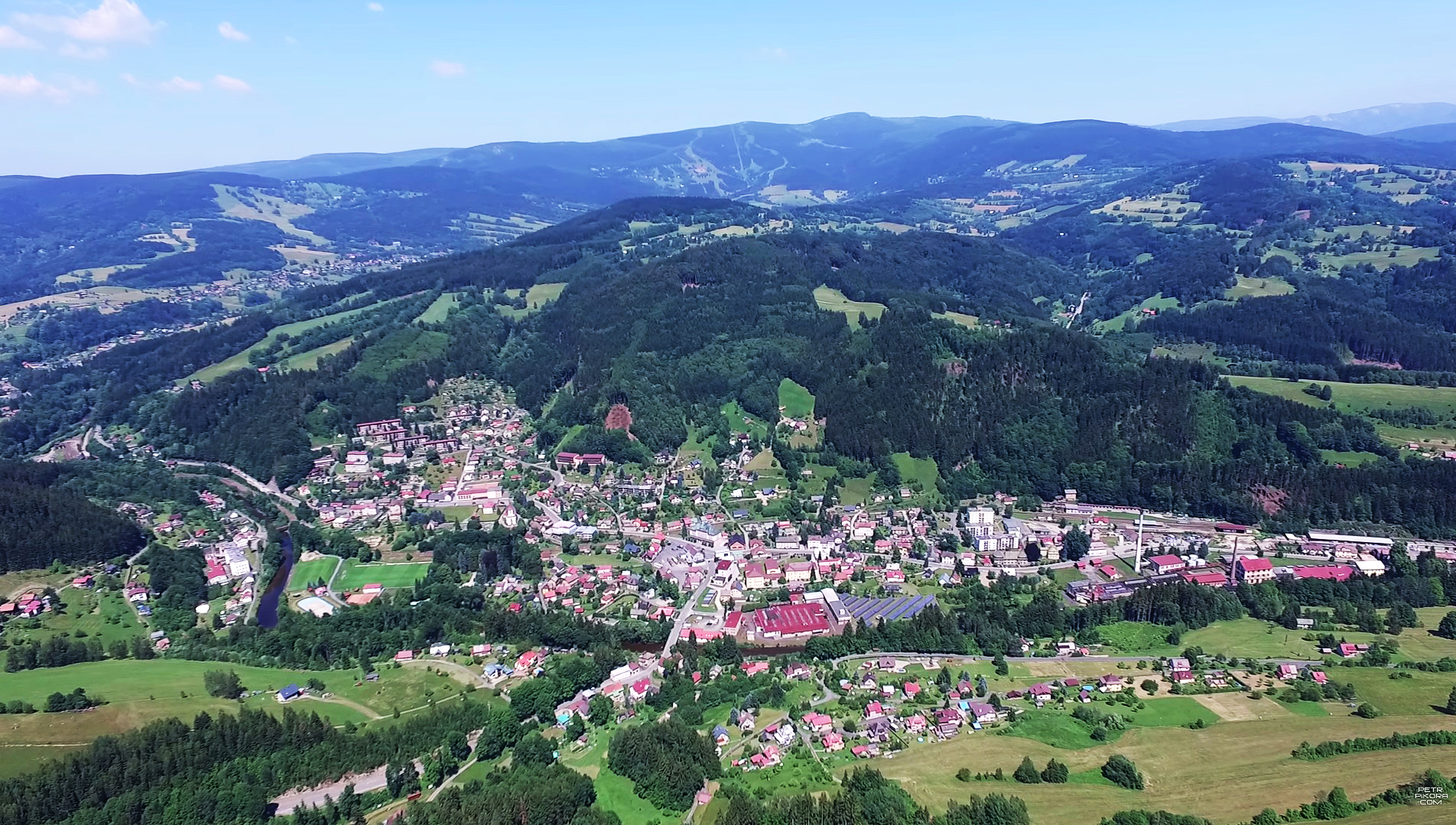
Panorama de Jablonec nad Jizerou.

La commune est limitée par Paseky nad Jizerou et Rokytnice nad Jizerou au nord, par Vítkovice à l'est, par Jestřabí v Krkonoších et Poniklá au sud, et par Vysoké nad Jizerou à l'ouest.

## Histoire
La première mention écrite de la localité date de 1492.

## Administration
La commune se compose de onze sections :
- Jablonec nad Jizerou ;
- Blansko ;
- Bratrouchov ;
- Buřany ;
- Dolní Dušnice ;
- Dolní Tříč ;
- Horní Dušnice ;
- Hradsko ;
- Končiny ;
- Stromkovice ;
- Vojtěšice.

## Transports
Par la route, Jablonec nad Jizerou se trouve à 5 km de Rokytnice nad Jizerou, à 20 km de Semily, à 40 km de Liberec et à 128 km de Prague.

## Jumelage
- Sulzbach (Taunus) (Allemagne) depuis 1987[8]